# Таиров, Александр Яковлевич
Александр Яковлевич Таиров (настоящая фамилия Корнблит, 24 июня (6 июля) 1885, Ромны — 25 сентября 1950, Москва) — советский театральный актёр и режиссёр. Создатель и художественный руководитель Камерного театра (1914—1949). Народный артист РСФСР (1935).

## Биография
Александр Таиров родился в Ромнах Полтавской губернии Российской империи (ныне Сумская область Украины) в еврейской семье. Мать, Мина Моисеевна, рожала первенца у родителей в Ромнах, нуждаясь в помощи из-за слабости здоровья. Отец, Яков Рувимович, руководил двухклассным мужским еврейским училищем в Бердичеве, где прошло детство Александра. Учился в Киевской гимназии, живя у сестры отца.
По настоянию родителей 10 лет учился в Киевском и Петербургском университетах на юриста, совмещая учёбу с театральной деятельностью. Решив связать себя с театром, взял псевдоним Таиров («таир» — по-арабски «орёл») и перешёл в лютеранство, чтобы не быть стеснённым чертой оседлости.
На сцене дебютировал летом 1904 года, будучи артистом Драматического товарищества под руководством Александры Лепковской, сыграл Петю Трофимова в «Вишнёвом саде». В 1905 году играл в труппе Михаила Бородая в Киеве.
В сезон 1906—1907 годов был актёром театра Веры Комиссаржевской в Петербурге. До 1913 года играл в театрах Санкт-Петербурга, Риги, Симбирска, три года в Передвижном театре Павла Гайдебурова, где начал режиссёрскую деятельность, поставив в 1908 году спектакли «Гамлет» и «Дядя Ваня».
В 1913 году окончил юридический факультет Петербургского университета и поступил в московскую адвокатуру, которую в скором времени оставил ради Свободного театра Константина Марджанова. Здесь он поставил спектакль «Жёлтая кофта» Хезельтона-Фюрста и пантомиму «Покрывало Пьеретты» Шницлера.
В 1914 году Таиров вместе со своей второй женой Алисой Коонен и группой молодых актёров создал в Москве Камерный театр, с которым была связана вся его дальнейшая жизнь.
Спектакль «Сакунтала» (Шакунтала) Калидасы, поставленный Таировым и представленный 25 декабря 1914 года, в день открытия Камерного театра, определил его творческую платформу. Режиссёр стремился к созданию синтетического театра, уделяя большое внимание актёрскому движению и пластике. Своё детище он назвал «театр эмоционально-насыщенных форм» или «театр неореализма».
«Мы хотели иметь небольшую камерную аудиторию своих зрителей… Ни к камерному репертуару, ни к камерным методам постановки и исполнения мы отнюдь не стремились — напротив, по самому своему существу они были чужды нашим замыслам и нашим исканиям», — писал Александр Таиров.
Репертуарными спектаклями Таирова были также «Женитьба Фигаро» Пьера Бомарше (1915); «Покрывало Пьеретты» Артура Шницлера (1916), «Фамира Кифаред» Иннокентия Анненского (1916) и «Саломея» Оскара Уайльда (1917). Премьера «Саломеи» состоялась за три недели до Октябрьской революции.
«Прочтите Тысячу и одну ночь и фантастические рассказы Гофмана, перелистайте страницы Жюля Верна, Майн Рида, Уэллса — и тогда, быть может, вы получите некоторое представление о том, как возник Камерный театр…»
В 1929 году Таиров привёз из Германии пьесу Бертольда Брехта «Трёхгрошовая опера», которую ему передал сам автор. Спектакль был поставлен к 15-летию театра — в конце января 1930 года. Также впервые познакомил советскую театральную общественность с пьесами американского драматурга Юджина О’Нила, поставив «Косматую обезьяну» (1926), «Любовь под вязами» (1926), «Всем детям божьим даны крылья» (1929, шла под названием «Негр»). Увидев таировские постановки своих пьес во время гастролей театра в Париже, О’Нил был в восторге и заявил: «Камерный театр воплотил мою мечту». Крупной победой театра была признана и постановка «Оптимистической трагедии» Таировым в 1933 году. 
В апреле 1935 года Александр Таиров получил (наряду с Всеволодом Мейерхольдом и Владимиром Немировичем-Данченко и некоторыми другими видными деятелями советского театра) персональное приглашение на Весенний фестиваль в Спасо-хаусе — роскошный приём в резиденции американского посла в Москве. Среди гостей были также наиболее крупные представители партийной, государственной и военной элиты СССР.
В середине 1930-х годов Таиров оказался в центре крупного скандала. В 1936 году он поставил пародийный оперный спектакль-фарс на основе русских народных сказок по опере-буфф «Богатыри» Александра Бородина. Автором либретто был известный в то время большевистский поэт Демьян Бедный, переработавший либретто Виктора Крылова в уничижительном, сатирическом духе: в характерном для него стиле высмеивались события древнерусской истории, главным образом Крещение Руси. Спектакль подвергся критике со стороны властей за искажение событий русской истории, постановка была оценена как «идеологически неграмотная», «Правда» откликнулась разгромной статьёй. Критику спектакля и театра в целом поддержали и многие коллеги Таирова, в том числе Константин Станиславский и Всеволод Мейерхольд.
Как неудачи были отмечены критикой и другие спектакли: «Не сдадимся!» по пьесе Сергея Семёнова (1935), «Дети солнца» Максима Горького (1937) и «Думы о Британке» по пьесе Юрия Яновского (1937). Единственной творческой удачей театра этого периода был признан спектакль «Мадам Бовари» по Гюставу Флоберу с Алисой Коонен в роли Эммы Бовари.
В 1937 году поступило указание объединить Камерный театр Александра Таирова и Реалистический театр Николая Охлопкова. Однако совместная работа двух разноплановых в творческом отношении коллективов не сложилась, и в 1939 году Охлопков со своей труппой покинул Камерный театр.
В годы Великой Отечественной войны Таиров и Коонен вместе с театром были эвакуированы в Балхаш Казахской ССР, а в апреле 1942 года — в Барнаул Алтайского края. В том же году Таиров вошёл в состав Еврейского антифашистского комитета.
26 августа 1946 года вышло постановление ЦК ВКП(б), практически запрещающее зарубежную драматургию. 9 мая 1949 года, в ходе кампании по борьбе с космополитизмом, Таиров был уволен из Камерного театра, несмотря на то, что незадолго до этого в связи с 30-летним юбилеем театра был награждён орденом Ленина. В конце июня этого же года вместе с Алисой Коонен был переведён в Театр имени Вахтангова, но к работе не приступил. В августе 1950 года Камерный театр был переименован в Московский драматический театр имени А. С. Пушкина и тем самым прекратил своё существование.
Таиров скончался 25 сентября 1950 года в Москве после непродолжительной тяжёлой болезни. Похоронен в Москве на Новодевичьем кладбище (2 уч. 14 ряд).

## Семья
- Первая жена (с 1905 года) — двоюродная сестра Ольга Яковлевна Таирова (урождённая Венгерова, 1882—1946)[20], студентка физмата Бестужевских курсов, в 1924—1945 годах заведующая театральной школой Камерного театра — ГЭКТЕМАС (Государственные экспериментальные театральные мастерские). В браке родилась дочь Мура (Тамара Александровна, 1905 — после 1983)[7].
- Вторая жена (с 1914 года) — Алиса Георгиевна Коонен, актриса. Народная артистка РСФСР (1935).
- Сестра — Елизавета Яковлевна Корнблит (1895—?), c 1943 по 1949 год концертмейстер Камерного театра.
- Брат — Леонид Яковлевич Корнблит (1902—1958), управляющий московским городским банком, начальник Управления предприятий коммунального обслуживания, заместитель начальника Управления исправительно-трудовых лагерей и колоний УНКВД Москвы и Московской области (1942—1949), подполковник интендантской службы. Был женат на актрисе Камерного театра и Московского театра Сатиры Марии Петровне Юдиной.

## Творчество

### Актёрские работы в театре
- Астров — «Дядя Ваня»
- Петя Трофимов — «Вишнёвый сад»
- Лизандр — «Сон в летнюю ночь»

### Режиссёрские работы
- «Гамлет» Шекспира — Передвижной театр Гайдебурова[21]
- «Дядя Ваня» А. П. Чехова — Передвижной театр Гайдебурова
- «Жёлтая кофта» — Свободный театр
- «Покрывало Пьеретты» — Свободный театр

### В Камерном театре
- 1933 — «Оптимистическая трагедия» Вс. Вишневского (премьера 18 декабря)[22]
- «Сакунтала» Калидасы
- «Женитьба Фигаро»
- «Покрывало Пьеретты» Шницлера
- «Фамира Кифаред» И. Ф. Анненского
- «Саломея» Уайльда
- «Адриенна Лекуврер»
- «Принцесса Брамбилла» по пьесе Гофмана
- «Король-Арлекин»
- «Ящик с игрушками»
- 1920 — «Благовещение» по пьесе Поля Клоделя, в главной роли Алиса Коонен.
- «Ромео и Джульетта»
- «Опера нищих» по пьесе «Трёхгрошовая опера» Бертольда Брехта (первая постановка в СССР).
- «Богатыри» — опера-фарс А.П. Бородина
- «Федра»
- «Гроза»
- «Негр»
- «Любовь под вязами»
- «Египетские ночи»: Фрагменты одноимённого произведения А. С. Пушкина; «Цезаря и Клеопатры» Б. Шоу и «Антония и Клеопатры» У. Шекспира

## Общественная деятельность
- Первый председатель Московского союза артистов (с 1917)
- Член президиума Центрального комитета РАБИС (1919—1936)
- Вице-президент театральной секции Всесоюзного общества культурных связей (с 1944)

## Награды и звания
- Орден Ленина (1945);
- Заслуженный артист РСФСР (29 декабря 1924);
- Народный артист РСФСР (1935);
- Заслуженный деятель искусств Эстонской ССР (1948).

## Память
В 1984 году в фойе Московского драматического театра имени А. С. Пушкина была установлена мемориальная доска А. Я. Таирову и А. Г. Коонен (скульптор В. М. Клыков, архитектор Р. И. Семерджиев).
В 1954 году на могиле А. Я. Таирова был установлен памятник (архитектор Е. А. Рознеблюм, скульптор Д. И. Народицкий). В 2019 году вандалы осквернили могилу Таирова, оторвав с надгробия барельеф с бронзовой фигурой Федры работы Д. И. Народницкого и выставив его на продажу в интернете, где её обнаружил музейный работник Александр Савинов; приобретя фигуру и убедившись в её подлинности, он сообщил об этом в правоохранительные органы.
Событиям, связанным с закрытием театра, посвящён фильм Бориса Бланка «Смерть Таирова» (2004), где режиссёра сыграл Михаил Козаков, а его музу — Алла Демидова.